# Verzegnis
Verzegnis (furlanisch Verzegnis, lokal Verzegnas) ist eine Gemeinde in der Region Friaul-Julisch Venetien in Friaul, Italien mit 847 Einwohnern (Stand 31. Dezember 2023).

## Geografie
Verzegnis ist eine von 28 Gemeinden Karniens. Die Gemeinde liegt im Bergland südwestlich von Tolmezzo und besteht aus folgenden vier Haupt-Ortschaften:
- Chiaicis (Cjaiças)
- Chiaulis (Cjaulas/Cjauias) (sede municipale)
- Intissans (Dintissjans)
- Villa (Vila),

ferner aus drei kleineren Dörfern:
- Santo Stefano (San Stiefin)
- Riviasio (Ruviâs)
- Marzovallis (Marzovalas) – dieses letzte entstand seit Ende der 1980er Jahre

Verzegnis ist auch der Name des Berges (1.915 m hoch), der die vier Ortsteile überragt und auch der des von der SADE im Jahre 1957 künstlich geschaffenen Sees. Die SADE staute den Wildbach Ambiesta (Dimbiesta) auf, um die Zentrale des Wasserkraftwerks von Somplago (Somplât) zu versorgen.

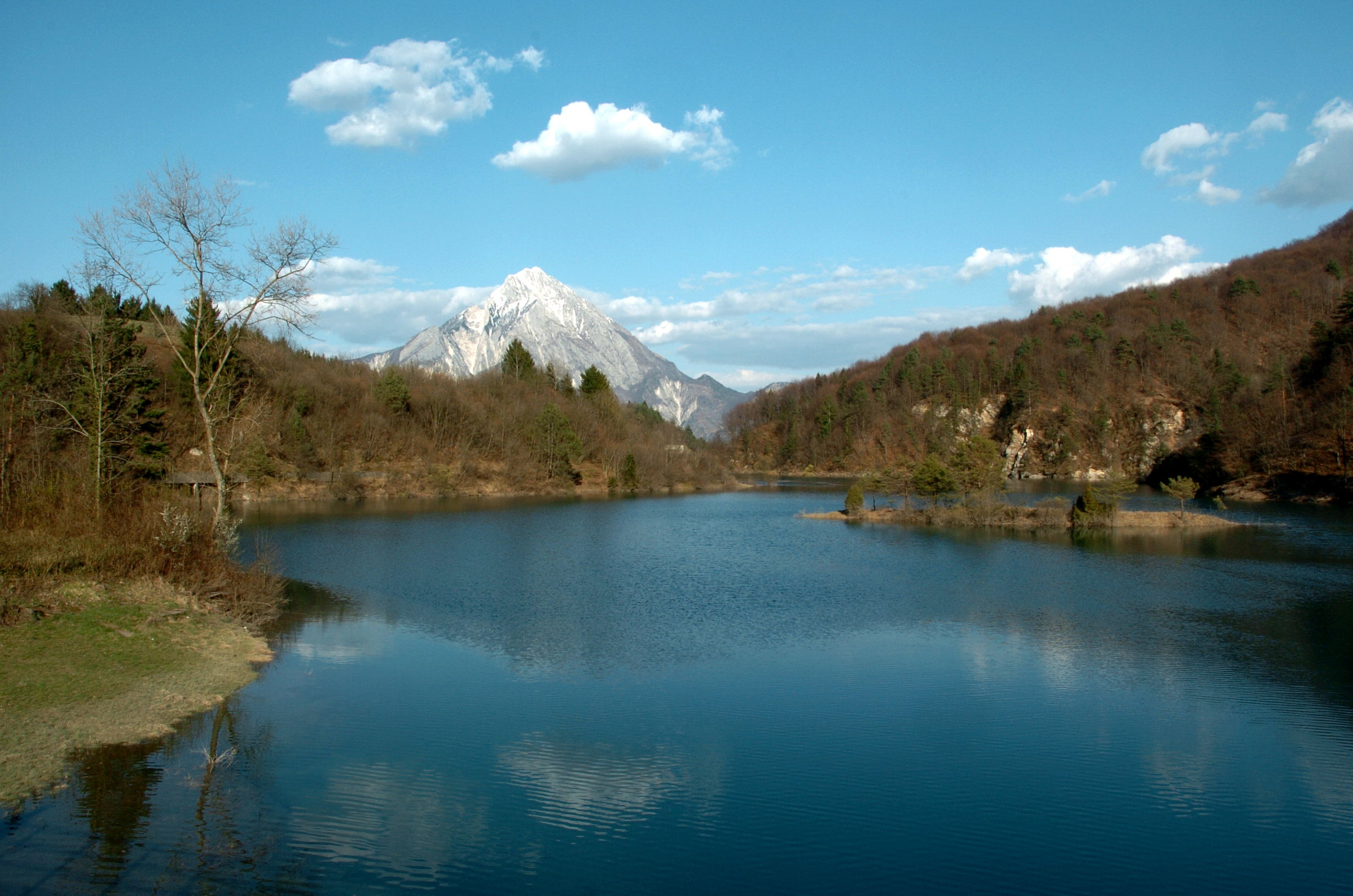
See von Verzegnis mit dem Amariana-Berg im Hintergrund

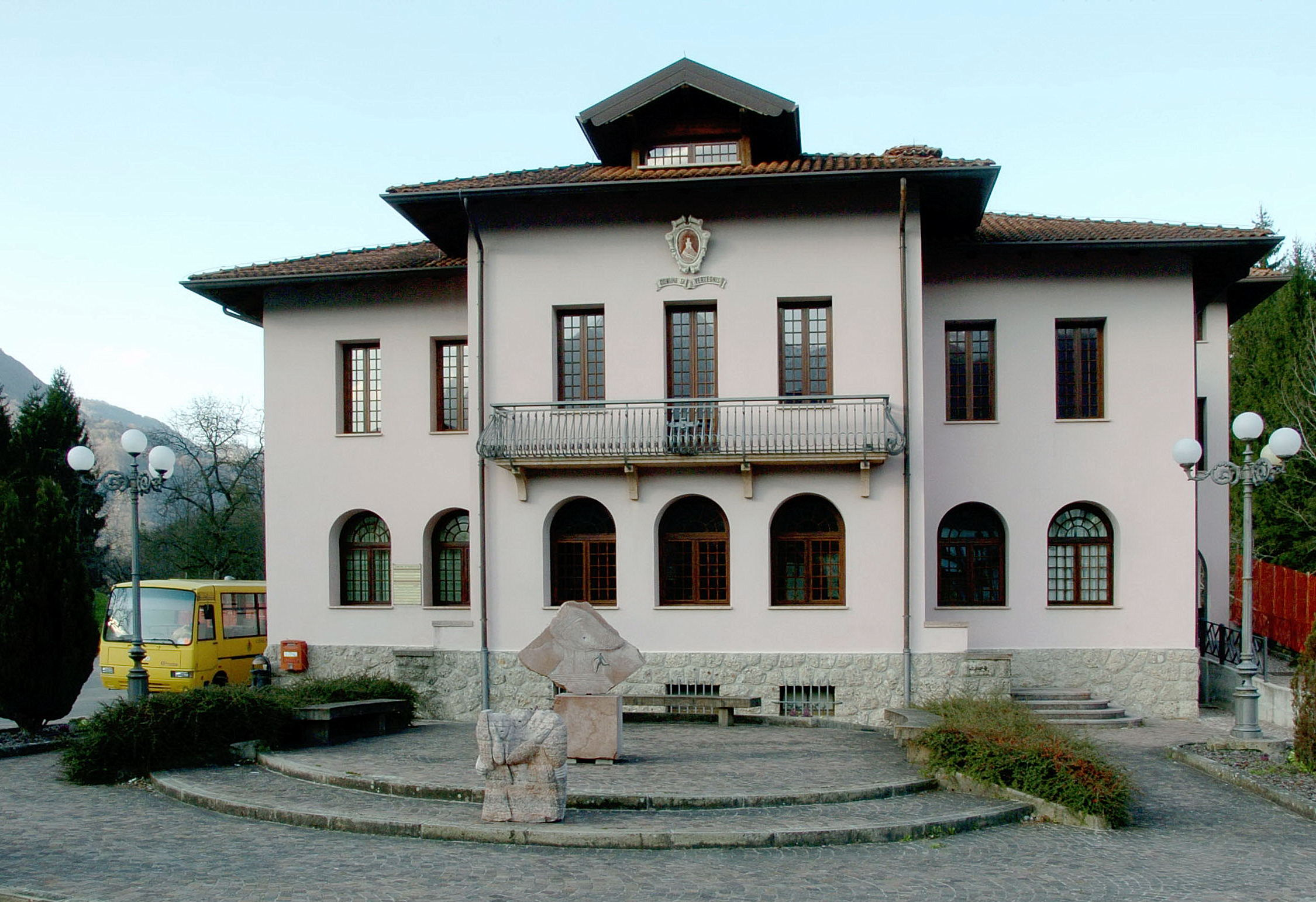
Gemeindeamt in Chiaulis

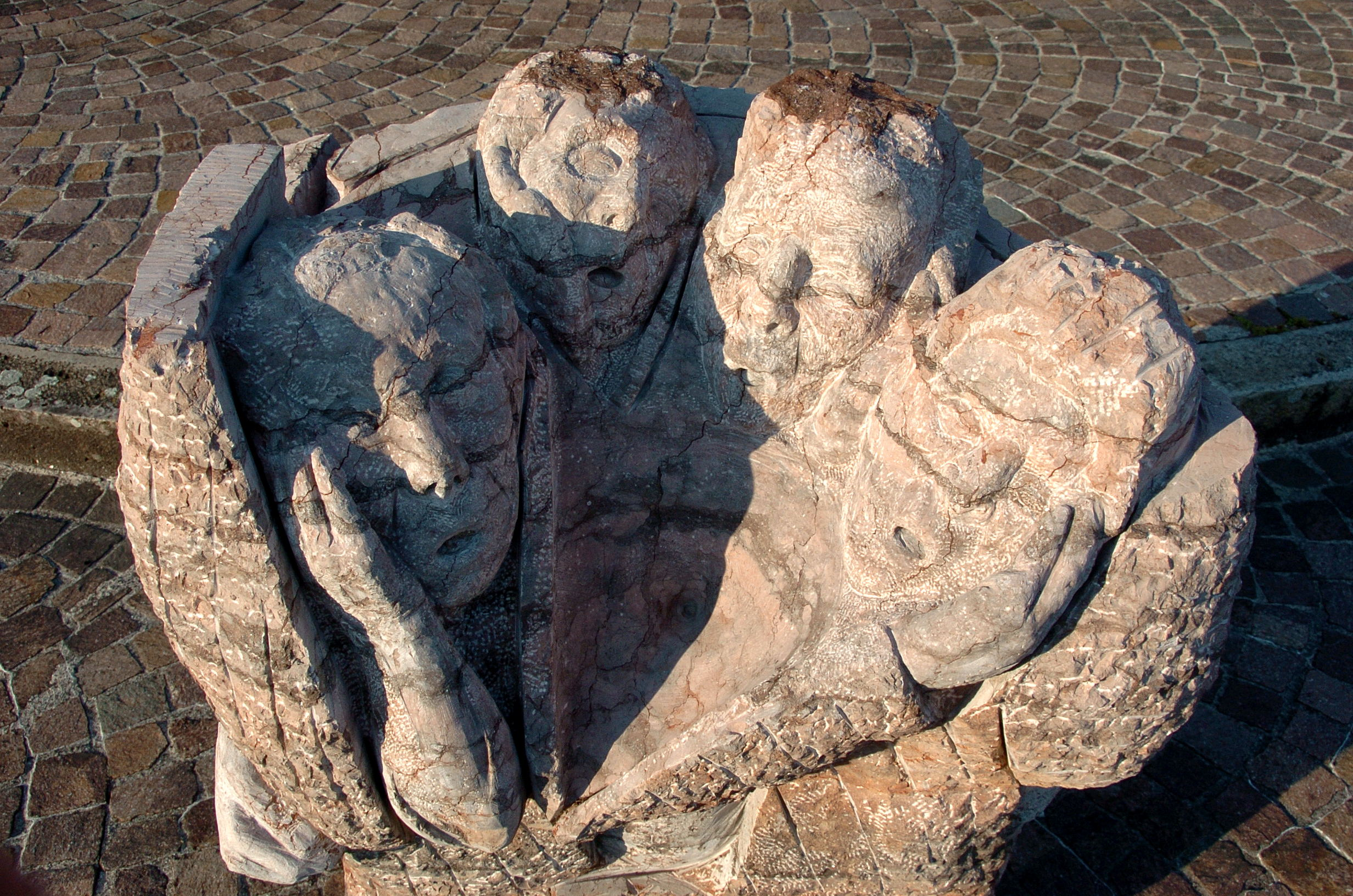
Marmor-Skulptur „Vortice“ („Wirbel“) von Giuliano Mannucci, aufgestellt vor dem Gemeindeamt in Chiaulis

In der Vergangenheit gab es vier andere Dorfzentren:
- Assais (Dassaias)
- Duebis (Dueibas)
- Pusea (Pusjea)
- Pozzis (Poças),

die im Laufe des 20. Jahrhunderts von den ursprünglichen Einwohnern endgültig verlassen wurden (üblicherweise eine Abwanderung in die größeren Ortsteile). In jüngster Zeit wurden einige Häuser in Pozzis (vornehmlich von Leuten, die nicht in Verzegnis wohnhaft sind) restauriert.
Von Dezember bis März sind in der Ortschaft Sella Chianzutan Skianlagen (zwei Abfahrtspisten und eine Langlaufloipe) geöffnet.

## Geschichte
Einen interessanten geschichtlichen Hinweis auf die antike Rolle von Verzegnis in Karnien zeigt die Turmruine (auf dem Hügel Mazeit im Ortsteil Villa), die bei archäologischen Ausgrabungen von 1989 bis 1990 und dann wieder im Jahr 2000 zu Tage gefördert wurde. Die zu den wiederentdeckten Funden durchgeführten Untersuchungen reihen das Ritter-Bauwerk zwischen dem 12. und 13. nachchristlichen Jahrhundert ein. Man ist der Meinung, dass der Turm zu dem System von Befestigungsanlagen gehörte, die zur Verteidigung der östlichen Alpenübergänge errichtet wurden, weil ihre strategische Position die Überwachung des oberen Tagliamento-Talstücks ermöglichte, vom südlichen Zugang bis zur Straße nach Julium Carnicum und Norikum.
Die Kirche Sankt Martin in Villa wird als Burgkirche erstmals im Jahre 1072 erwähnt.
- Die Besessenen von Verzegnis

Im Winter 1878 behauptete ein Dorfmädchen, eine gewisse Margerita Vidusson, vom Teufel besessen zu sein. Dies griff auf 24 Mädchen und einen Karabiniere über. Die Besessenen schrieen und lästerten in unverständlichen Sprachen und hatten außergewöhnliche und tierische Kräfte. Alles wurde beendet durch das Eingreifen des Arztes und aufgeklärten Udineser Freimaurers Giuseppe Chiappolino. Über diese Vorfälle berichtet der Roman Die Besessenen von Verzegnis von Pietro Spirito.
- Verzegnis: Hauptort von Carnia

Während des Zweiten Weltkriegs trug sich ein einzigartiges Ereignis zu: vom Oktober 1944 bis zum April 1945 war das Dorf von einem Kosaken-Regiment besetzt, womit es das „Zentrum“ von Carnia wurde. Die Kosaken waren von den Nazis angeworben worden, um der Partisanen-Bewegung entgegenzuwirken, die in Karnien sehr aktiv war. Mehr als 1500 Personen, Soldaten und Zivilisten, vereinigten sich in Verzegnis mit Pferden und Herden und legten dort den Sitz des Hauptkommandos vom Regiment Tèrek-Stravropol fest. In den Versprechen der Deutschen an die Kosaken als Gegenleistung für ihre Kollaboration sollte Karnien zum Kosakenland in Nord-Italien werden, und dementsprechend ließen sich diese im südlichen Teil von Karnien nieder, indem sie das Dörfchen Villa von Verzegnis zu ihrem „Hauptort“ auserkoren, wo der oberste Chef der Kosaken einquartiert war.

## Sehenswürdigkeiten
- Kunstpark

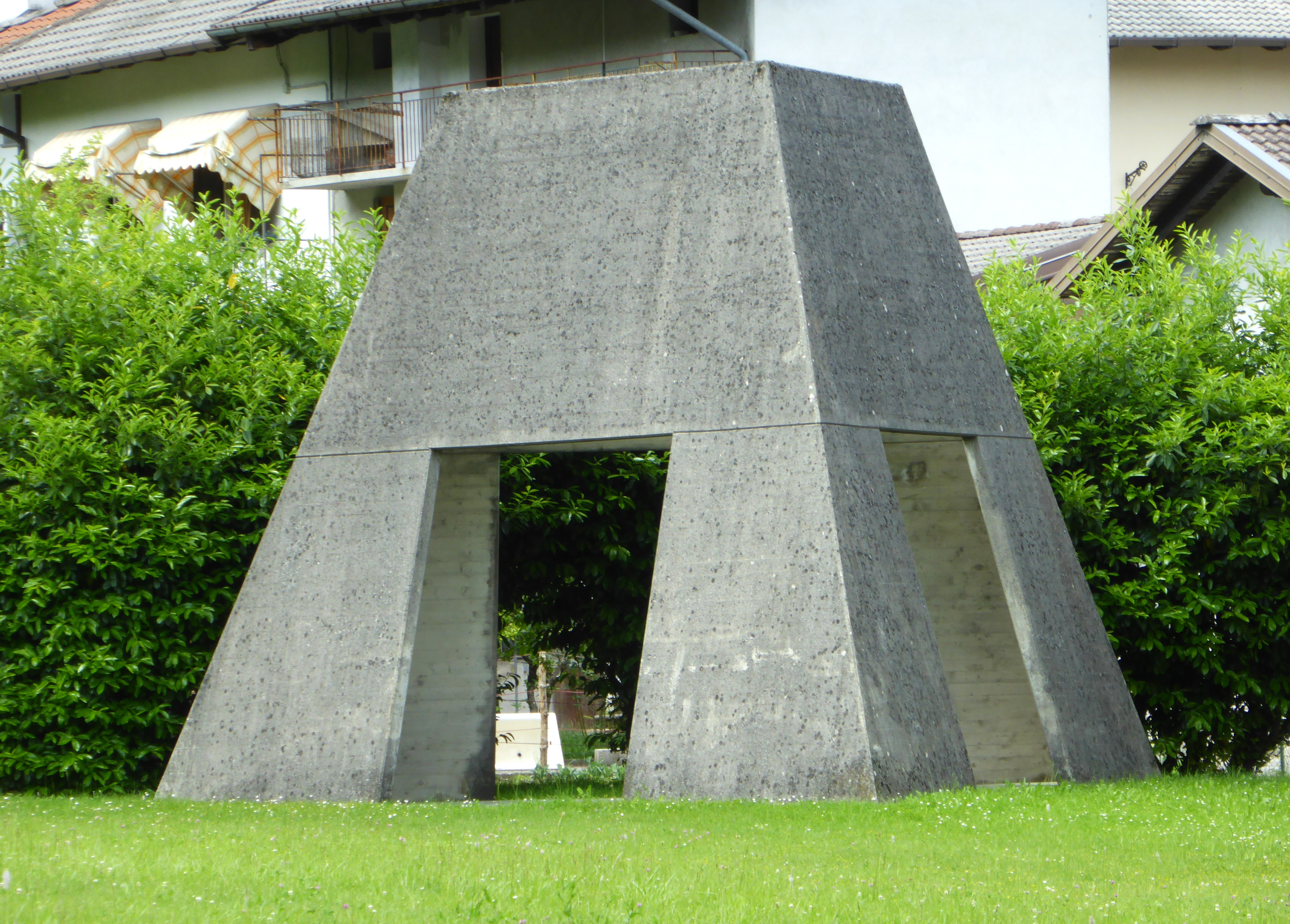
Art Park (Verzegnis)

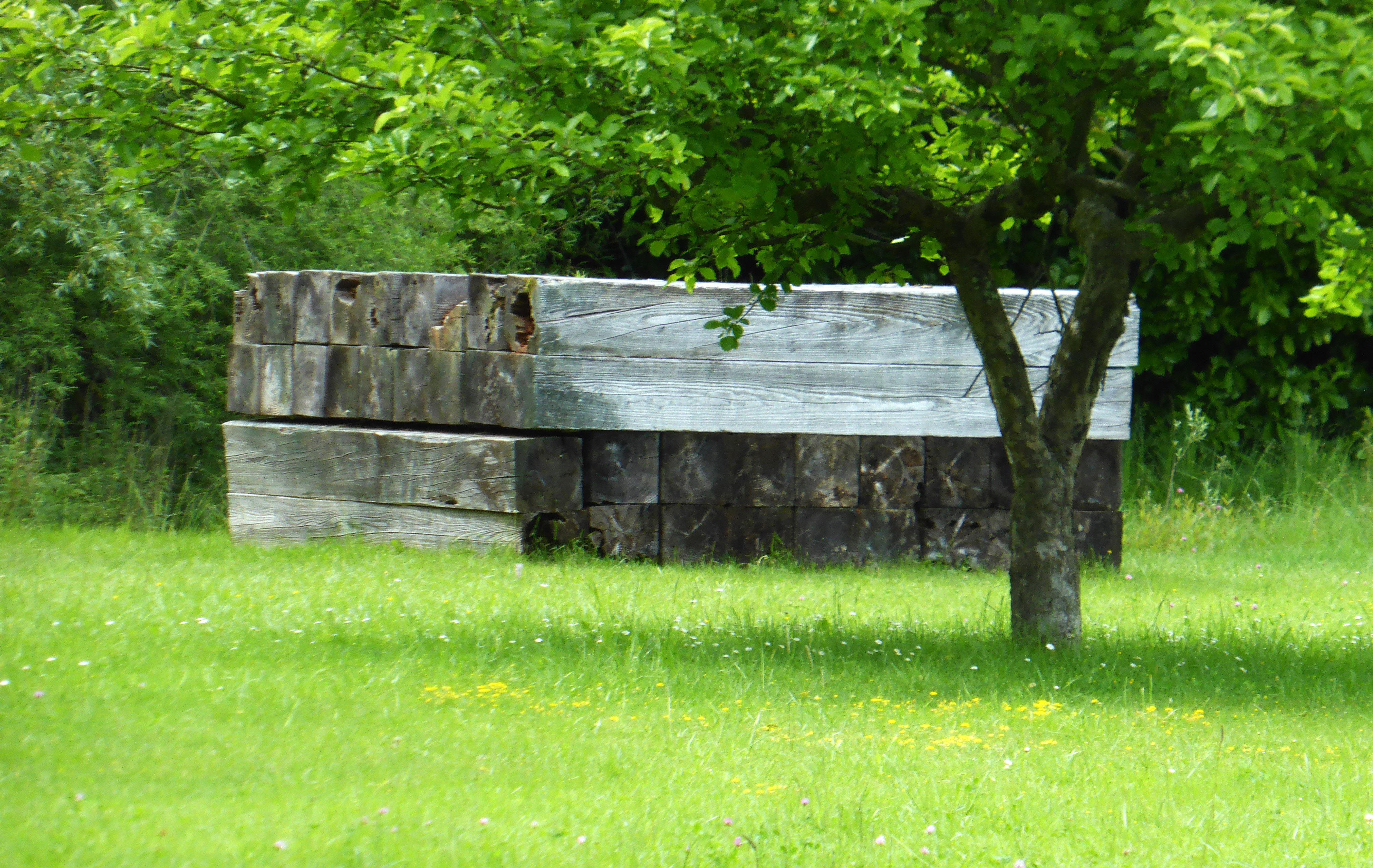
Art Park (Verzegnis)

Der sogenannte „Art Park“ der Villa di Verzegnis, ganzjährig. Freilichtmuseum zeitgenössischer Kunst (frei zu besichtigen), geplant und realisiert von dem Berliner Sammler und Mäzen Egidio Marzona. Unter anderen werden Werke von Bruce Nauman, Richard Nonas, Dan Graham und Richard Long ausgestellt. Die Ausstellung ist Teil des musealen Systems von Karnien.
- Die Marmorstraße

Industrie-Archäologie. Sella Chianzutan. Die Initiative richtet sich auf die Verwertung von abgelegten Anlagen der Grube „Lavoreit Ros“. Die Geschichtsstraße der „Marmor“-Kehrseite des Tals besteht tatsächlich aus einer Luftseilbahn, die nicht mehr in Verwendung steht (gegenwärtig erfolgt der Transport auf Rädern entlang einer Straße, die von der Grube hinunter zum Chianzutan-Sattel führt). Die „Fahrstraße“ führt vom Chianzutan-Sattel (in der Ortschaft „la Canaleta“) und überquert die Käsereien „Mongranda“ (im Sommer noch beweidet!), „Presaldo“ (heute eine Alpenhütte) und „Val“ (nicht in Verwendung, aber im Zustand der Renovierung).
- Die Grotte des „Zauberhaften Alverman“ (oder Grotte des „Riu Muart“ – „Rio Morto“ = „Totenbach“)

Speläologie. Monte Verzegnis. Nach Zählung im Jahre 1995 fand man heraus, dass die Grotte des „Zauberhaften Alverman“ die interessanteste aller 42 bekannten Grotten des Monte Verzegnis ist und sich über eine Länge von 1308 Metern windet.
Einige Häuser des 16./17. Jahrhunderts (bemerkenswerte zwei Bauwerke in Chiaulis und Chiaicis) und auch die Kirche von Sankt Martin in Villa, in den Jahren zwischen 1730 und 1775 auf den Überresten eines vormaligen gotischen Bauwerks errichtet, überdauerten die Erdbeben von 1928 und 1976.
- Das „Paradieswasser“ (La âga dal Paradîsj/L’acqua del paradiso)

Auf der Straße, die Villa Santina mit Chiaicis verbindet, oberhalb von Rivasio, gibt es eine Wasserquelle, allgemein als bekömmlich und heilsam bekannt, dermaßen, dass sie sich den Appellativ des „Paradieswassers“ erwarb. Obgleich bei der Bevölkerung von Verzegnis seit jeher bekannt, erlitt sie in der Nachkriegszeit mangels Pflege rasch eine voranschreitende Verwahrlosung. Glücklicherweise wurde die Quelle dank der Initiative einiger Freiwilliger in jüngster Vergangenheit wiederhergestellt und liefert während des ganzen Jahres ihr „Wunderwasser“. Fährt man an diesem sehr leicht zugänglichen Ort vorbei, so stößt man recht häufig auf Bewohner von Verzegnis und den angrenzenden Gemeinden, die sich immer wieder dorthin begeben, um das Wasser in Flaschen abzufüllen.

## Kultur

### Sprache
Die Abwandlung der in Verzegnis gesprochenen furlanischen Sprache fällt in die Klasse, die charakterisiert wird durch die Wörter, welche die Endung auf –a haben, dahingehend „verändert“ werden, dass sie, anstatt wie im weiblichen Plural auf –e zu enden, an das –a noch ein –s angehängt wird: Das italienische Singular-Wort „casa“ wird in der Plural-Form zu „case“, wohingegen im Furlanischen „cjasa“ (Singular) zu „cjasas“ (Plural) wird. Wie es mit den anderen karnischen Varianten des Furlanischen passiert, ist jene Sprache von Verzegnis reicher an Lauten hinsichtlich des furlanischen Standards, bei welchem noch viele Vokal-Diphthonge gebräuchlich sind (beispielsweise verwendet man auf Verzegnesisch das Wort „neif“ anstelle von „neve“ („Schnee“), wohingegen im Furlanischen das Wort „nêf“ gebräuchlich ist) und bei den karnischen Dialekten die typischen Zischlaute üblich sind. Das gezischte stimmlose Gaumen-„s“ (welches man wie im deutschen Laut „Sch“ beispielsweise im Wort „Schaf“ betont) und das gezischte stimmhafte Gaumen-„s“ (das man wie das französische „j“ betont).
In der furlanischen Sprache werden die Einwohner von Verzegnis als „gnaus“ (Plural von „gnau“ = „rapa“, auf Karnisch) bezeichnet. Auf Deutsch übersetzt bedeutet das Wort so viel wie „Rübe“ oder „Dummkopf“.

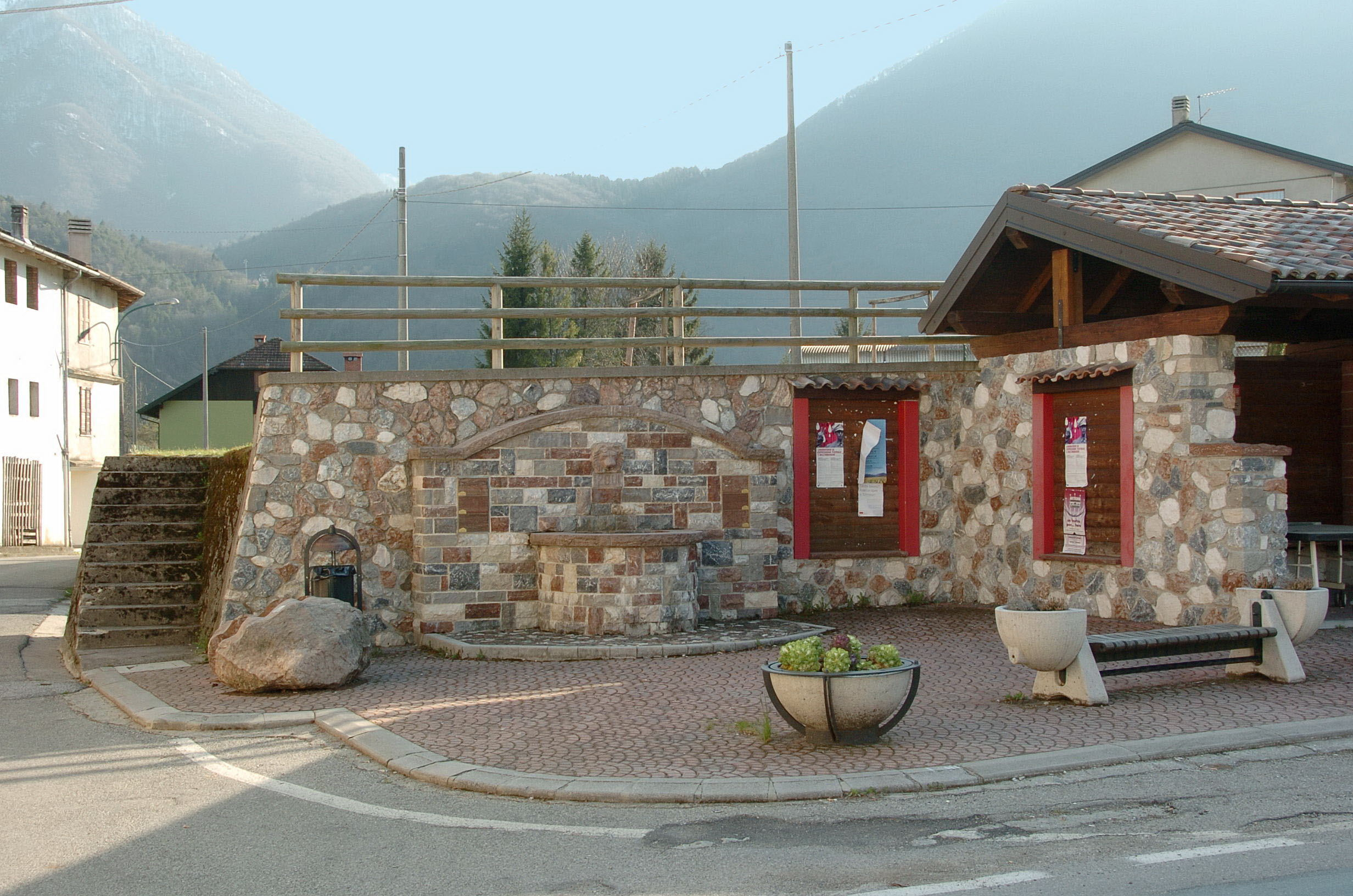
Dorfbrunnen von Chiaicis mit Löwenkopf

- Die Leons, die Rocs, die Cinisjârs und die Vilots

Die Verzegneser, die unter sich (aber diese Tradition verschwindet schon langsam) allgemeine Spitznamen, die sich auf die Bewohner der vier Hauptortsteile beziehen, verwenden. Die Einwohner von Chiaicis werden „Leons“ (= Löwen) genannt; jene von Intissans „Rocs“ (= Widder); jene von Chiaulis „Cinisjârs“ (= Aschengruben); jene von Villa „Vilots“ (unübersetzbar). Kurioserweise gibt es auf dem Hauptplatz von Chiaicis und Intissans zwei Brunnen mit Skulpturen, die als Bezug einen Löwen und einen Widder darstellen.

### Veranstaltungen
- Poesie-Preis Giso Fior

Internationaler Poesie-Wettbewerb, benannt nach dem Dichter Giso Fior (Gjiso Fiôr) (1916–1978) aus Verzegnis. Findet jährlich statt. Anfänglich wandte sich der Wettbewerb an Autoren furlanischer Sprache (der Muttersprache des Dichters), zeichnet gegenwärtig auch Werke in Ladinisch und den anderen alpinen Minderheiten-Sprachen mit einem Preis aus.
- Die Skulptur in Rot

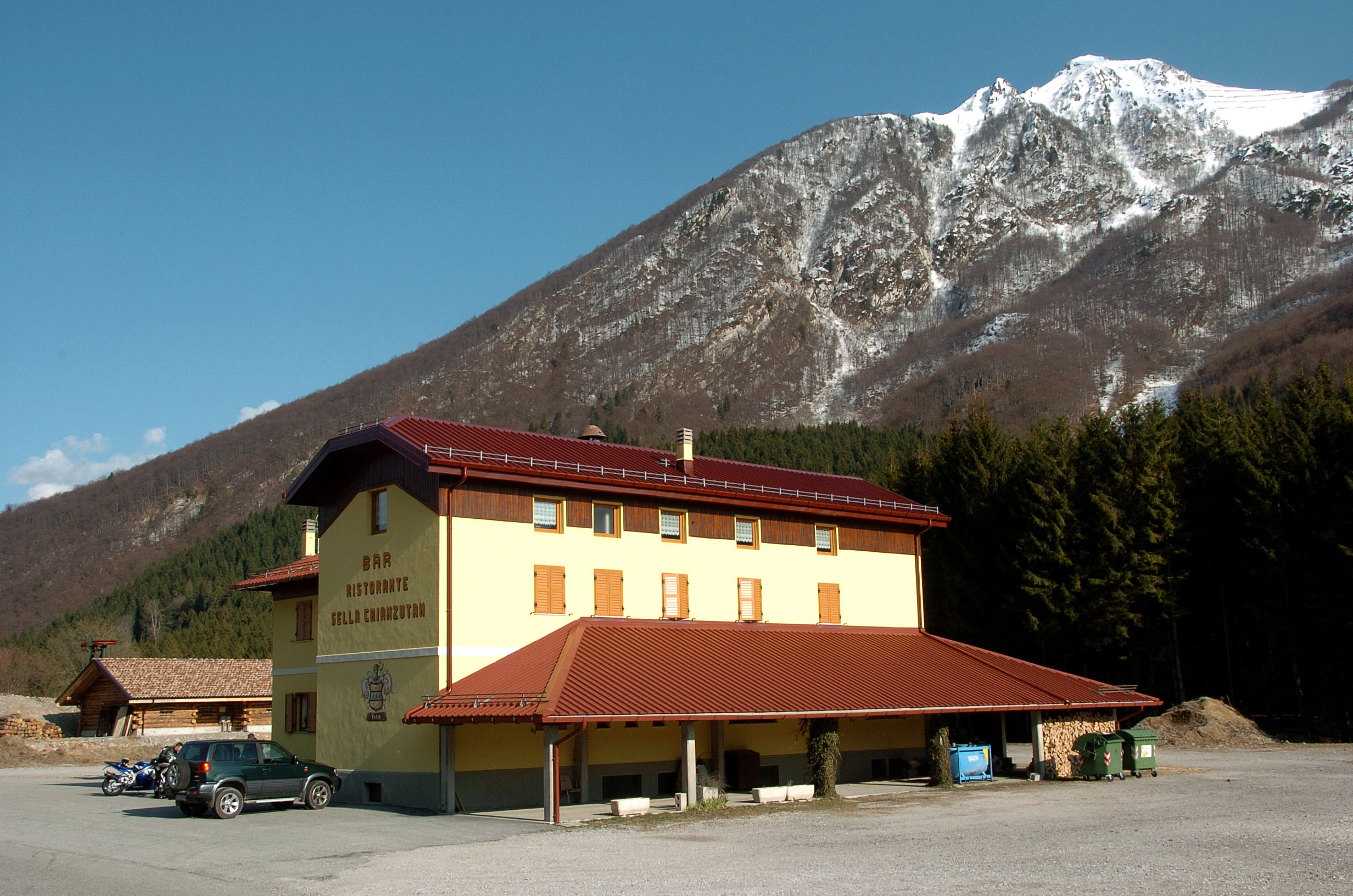
Chianzutan-Sattel mit Monte Piombada

Internationales Skulpturen-Symposium über den roten Marmor von Verzegnis, auf dem Chianzutan-Sattel, welches im Zwei-Jahres-Rhythmus im August veranstaltet wird. Der Marmor von Verzegnis (wegen seiner typischen Rotfärbung „roter Marmor von Verzegnis“ genannt) wird aus einer Grube unter freiem Himmel gebrochen, die sich über den nordöstlichen Abhang des Monte Lovinzola in einer Seehöhe von 1.690 m erstreckt. Die Grube trägt den Namen „Lavoreit Ros“. Die Abbruch-Tätigkeit, beginnend mit dem Jahre 1922, als der Rohstoff entdeckt wurde, hat bereits abwechselnde Phasen erlebt. Er wurde im Jahre 2001 als Folge von grundlegenden Umplanungsarbeiten für die unterschiedlichen Infrastrukturen der Grube wieder aufgenommen, deren Aktivität wirtschaftlich abermals gewinnbringend wurde. Gerade in diesem gewissen Jahr fand die erste Auflage von „Die Skulptur in Rot“ statt. Die teilnehmenden Künstler mit der eigenen bildhauerischen Inspiration verleihen den abgebauten Marmorblöcken aus der Grube von Verzegnis Leben. Im Jahre 2006 erlebte das Event seine vierte Auflage.
- Fußmarsch zum Lavoreit Ros

Nicht wettkampfmäßiger Bergwettbewerb mit Start am Chianzutan-Sattel im Monat August. Ausgehend vom Chianzutan-Sattel in einer Seehöhe von 955 Metern erreichen die Teilnehmer zu Fuß „Lavoreit Ros“, den Marmorbruch von Verzegnis (Seehöhe 1.690 Meter).
- Bergzeitfahren für Automobile von Verzegnis auf den Chianzutan-Sattel

Automobilrennen hinauf auf den Chianzutan-Sattel. Jährliche Austragung; im Jahr 2007 gab es die 38. Auflage.
- Perdon dal Rosari

Im Ortsteil Villa von Verzegnis. Erstes Oktober-Wochenende. Religiöses Fest mit Heiliger Messe und Prozession durch die Dorfstraßen. Verkaufsmarkt und Verkostung typischer Produkte aus der Gemeinde und aus Karnien. Organisiert vom Komitee der Pfarre Sankt Martin.
- Heiliger Nikolaus (von Bari)

Abend des 5. Dezember in Chiaicis. Am Vorabend zum Gedenktag des wirklichen Festes besucht der Heilige Nikolaus, der Patron des Ortsteils Chiaicis, angekündigt in den Straßen durch Glockenklang und unterstützt von jungen Frauen, gekleidet in ihren karnischen Kostümen, persönlich die Häuser, wobei er den Kindern von Chiaicis Geschenke bringt.

## Gemeindeverwaltung
Bürgermeister ist seit 14. Juni 2004 Luciano Sulli (Liste Pal Doman).